# Chính sách thị thực của Mozambique
Du khách đến Mozambique phải xin thị thực tại cửa khẩu hoặc từ một trong những phái bộ ngoại giao Mozambique trừ khi họ đến từ một trong những quốc gia được miễn thị thực.
Mozambique được dự đoán trở thành một phần của khối thị thực chung SADC trong tương lai.

## Bản đồ chính sách thị thực

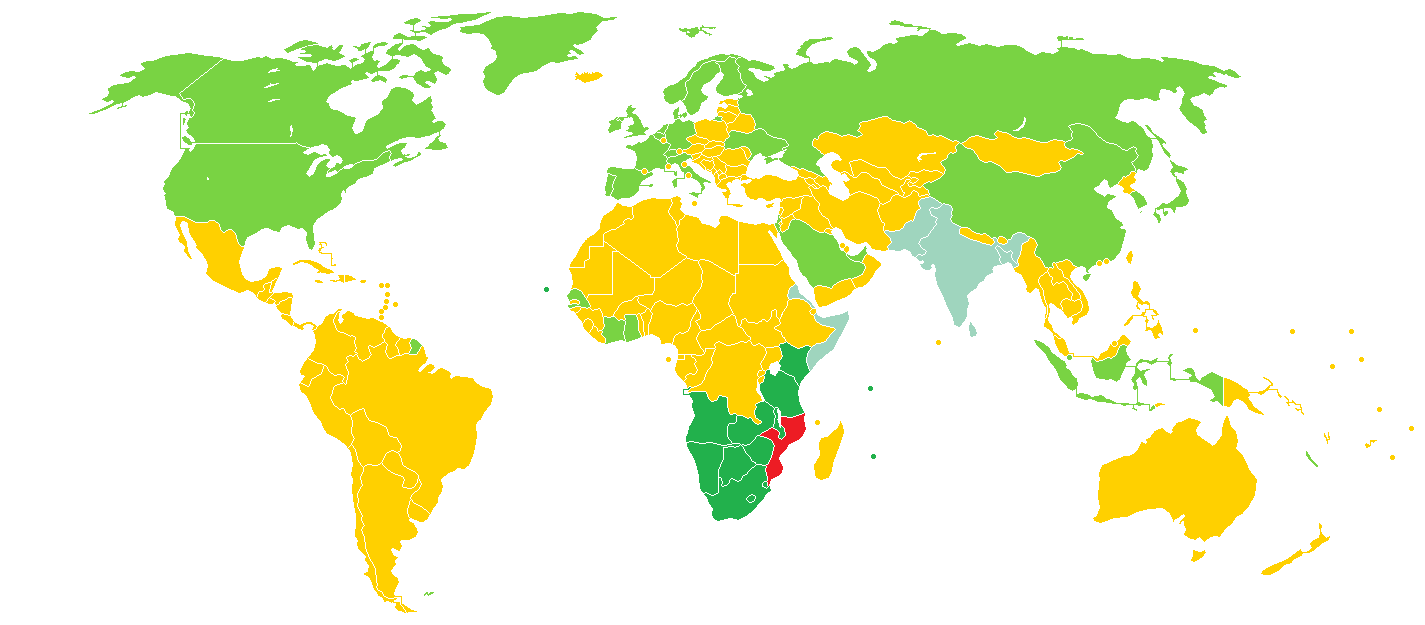
Chính sách thị thực Mozambique
Mozambique
Miễn thị thực
Thị thực tại cửa khẩu

## Miễn thị thưc
Công dân của 10 quốc gia sau có thể đến Mozambique không cần thị thực lên đến 3 tháng (trừ khi có chú thích):
| - Angola (30 ngày) - Botswana - Cape Verde - Malawi - Mauritius | - Nam Phi - Swaziland - Tanzania - Zambia - Zimbabwe |  |

Người sở hữu hộ chiếu ngoại giao hoặc công vụ của Angola, Argentina, Brasil, Cape Verde, Trung Quốc, Cuba, Guinea-Bissau, Ấn Độ, Bồ Đào Nha, Nga, Sao Tome và Principe, Seychelles, Hàn Quốc và Đông Timor không cần thị thực để đến Mozambique.
Mozambique ký thỏa thuận miễn thị thực cho hộ chiếu ngoại giao và công vụ với Thổ Nhĩ Kỳ vào tháng 1 năm 2017 nhưng nó chưa có hiệu lực.

## Thị thực tại cửa khẩu
Công dân của tất cả các quốc gia có thể xin thị thực tại cửa khẩu nếu họ có đủ giấy tờ chứng minh họ đang đi du lịch (vé khứ hồi, chứng nhận đặt khách sạn hoặc thư mời). Thị thực này có hiệu lực 30 ngày, có thể gia hạn lên đến 60 ngày. Sân bay Maputo gần đây bắt đầu chấp nhận thanh toán thị thực bằng thẻ tín dụng.